# Девин Ліск
Девин Ліск (14 вересня 1999) — зімбабвійська плавчиня. Учасниця Чемпіонату світу з водних видів спорту 2017, де в попередніх запливах на дистанції 200 метрів вільним стилем посіла 38-ме місце і не потрапила до півфіналу.